# Estelle Ramey
Estelle Rosemary Ramey (Detroit, 23 de agosto de 1917 - Bethesda, 8 de septiembre de 2006) fue una endocrinóloga, fisióloga y feminista estadounidense que se dio a conocer internacionalmente por refutar a Edgar Berman, cirujano y miembro del comité nacional del Partido Demócrata, que afirmaba que las mujeres no eran aptas para ocupar altos cargos públicos debido a sus "furiosos desequilibrios hormonales".

## Primeros años
Nacida como Stella Rosemary Rubin en Detroit (Michigan) de padres inmigrantes judíos, creció en Brooklyn (Nueva York) tras mudarse con su familia cuando era un bebé. Su madre era una inmigrante francesa que apenas asistió a la escuela y que era analfabeta. A lo largo de su infancia, la madre de Ramey la animó a ella y a sus hermanos a seguir estudiando, mientras que su padre murió cuando ella era adolescente.

### Educación
Ramey se graduó en el instituto a los 15 años y se licenció en matemáticas y biología en el Brooklyn College a los 19. En medio de la Gran Depresión, obtuvo una beca de enseñanza de 750 dólares al año en el Queens College de Nueva York y más tarde completó un máster en Química y Física por la Universidad de Columbia en 1940. En 1950 se doctoró en fisiología por la Universidad de Chicago. A lo largo de su vida recibió 14 títulos honoríficos y fue la primera mujer en formar parte del cuerpo docente de la Facultad de Medicina de la Universidad de Chicago.

## Docencia e investigación
En 1941 Ramey solicitó un puesto de trabajo en el Departamento de Química de la Universidad de Tennessee, pero fue rechazada con el argumento de que debía ir a casa y cuidar de su marido. Unos meses más tarde, tras la entrada de EE. UU. en la Segunda Guerra Mundial, el director del departamento ofreció a Ramey una plaza como docente para enseñar termodinámica y bioquímica a los cadetes militares.
En 1956 ingresó como profesora asistente de Fisiología y Biofísica en la Facultad de Medicina de la Universidad de Georgetown. En 1966 se convirtió en profesora asociada y más tarde fue nombrada profesora titular, siendo la primera mujer en lograrlo en el departamento de Fisiología y Biofísica. Permaneció en esta universidad hasta 1987, cuando se jubiló y fue nombrada profesora emérita en el departamento de Biofísica.
Su línea de investigación se concentró en el campo de la endocrinología, especialmente en la correlación entre las hormonas sexuales y la longevidad. En test de laboratorio hechos con animales, Ramey observó el resultado de la exposición a las hormonas sintéticas y endógenas e identificó distintas diferencias entre sexos. Así determinó que a causa de los efectos de los estrógenos en el organismo, las mujeres viven más que los hombres. En investigaciones posteriores, profundizó en las implicaciones de las hormonas sexuales en el funcionamiento del sistema cardiovascular, pulmonar e inmunitario.
En 1971 fundó y presidió la Asociación de Mujeres en Ciencia (AWSI). 

## Controversia política
En 1970, el Dr. Edgar Berman, un cirujano jubilado miembro del comité nacional del Partido Demócrata, desestimó la declaración de la representante estadounidense Patsy Mink a favor de los derechos de la mujer durante una sesión del Comité de Prioridades Nacionales del Partido Demócrata. Berman afirmaba lo que consideraba grandes diferencias entre hombres y mujeres, insistiendo en que las mujeres... 
```
"están incapacitadas para ocupar cargos de responsabilidad. Supongamos que tuviéramos una presidenta menopáusica que tuviera que tomar la decisión de la Bahía de los Cochinos... En igualdad de condiciones, seguiría prefiriendo que un hombre, JFK, tomara las decisiones de la crisis de los misiles de Cuba antes que una mujer de edad similar".
[
5
]
```

Como endocrinóloga, Ramey envió cartas al Washington Evening Star y al Washington Post criticando las afirmaciones de Berman. En una de las misivas escribió que estaba "sorprendida al saber que las hormonas ováricas son tóxicas para las células cerebrales" y también mencionó que, durante la crisis de los misiles de Cuba, el presidente John F. Kennedy sufría la enfermedad de Addison y que sus medicamentos para ese grave trastorno hormonal eran capaces de provocar graves cambios de humor.
Semanas después el Women's National Press Club organizó un debate entre Ramey y Berman en el que este empezó diciendo: "Realmente amo a las mujeres". Ramey respondió: "También lo hacía Enrique VIII". Según el Washington Post, Ramey dominó el debate y tras el mismo Berman dimitió como miembro del Comité Nacional Demócrata y Ramey se convirtió en una reconocida oradora pública sobre los derechos de la mujer.

## Publicaciones
Ramey publicó más de 150 artículos de investigación a lo largo de su vida. En 1971 publicó un artículo en el primer número de la revista Ms. titulado "Male Cycles (They Have Them, Too).

## Premios y reconocimientos
En 1989, Ramey ingresó en el Salón de la Fama de las Mujeres de Maryland. Desde el año 2000 el Centro Médico de la Universidad de Georgetown concede anualmente el premio Estelle Ramey para honrar al profesorado que ha proporcionado un estímulo, apoyo y tutoría extraordinarios para que cualquier docente de la Universidad de Georgetown alcance su máximo potencial profesional.